# Sviluppo economico
Lo sviluppo economico è il processo di cambiamento quantitativo e qualitativo dell'economia di una regione e/o di un intero paese in più settori strategici, quali il capitale umano, le infrastrutture critiche, la competitività, la sicurezza, la salute ecc. quello che passa da una economia costituita da attività primarie (agricoltura e lo sfruttamento delle risorse naturali) ad una economia incentrata su attività industriali e settore terziario.

## Descrizione
Benché vengano spesso usati come sinonimi, lo sviluppo economico non va confuso con la crescita economica.
La crescita economica misura grandezze aggregate, indicatori quantitativi di ricchezza quali il tasso d'aumento nel tempo del prodotto interno lordo per abitante; lo sviluppo invece è un processo che implica la modifica di alcune caratteristiche del sistema economico ovvero alcuni elementi costitutivi degli aggregati.
L'aspetto qualitativo dello sviluppo è venuto sempre più in primo piano in parallelo a problematiche che si sono fatte sempre più pressanti negli ultimi decenni, come la salvaguardia dell'ambiente, il divario sociale che la crescita crea, ecc. Ci si è resi conto che una più equilibrata distribuzione della ricchezza tra i gruppi sociali, la tutela dell'ambiente, valori collettivi e istituzioni adeguate non sono solo un imperativo etico da perseguire, ma condizioni che sostengono il processo di sviluppo rendendolo regolare nel tempo. A tal proposito si parla anche di sviluppo sostenibile.
Il rapporto tra aspetti quantitativi e aspetti qualitativi della crescita economica è infatti un rapporto biunivoco, d'interdipendenza reciproca: la qualità della crescita influisce sulla sua quantità e d'altronde più ampia è la formazione di nuova ricchezza, più si avranno risorse per migliorarne la qualità.

### Controversie
Alcuni autori hanno criticato la teoria di uno sviluppo giudicandola come una figura retorica senza un effettivo riflesso sociale "al di là di una cinica conservazione di uno status quo in cui alcuni ricchi diventano sempre più ricchi mentre, e questo è sicuro, i poveri non diventano meno poveri."

## Storia
Teorie dello Sviluppo Economico erano presenti nella disciplina economica classica sin da Adam Smith, ma si riferivano in genere alle modalità attraverso cui i paesi che avevano superato la fase del take off potevano mantenere e gestire uno sviluppo equilibrato e costante. Già Joseph Schumpeter, all'inizio del XX secolo, aveva compiuto un primo passo di rottura con la tradizione classica esponendo nella sua Teoria dello Sviluppo Economico del 1911 un modello dinamico di sviluppo, ma fu lo studio quantitativo di Colin Clark del 1939 a spingere gli economisti a comprendere che la maggior parte degli esseri umani non viveva in un avanzato sistema ad economia capitalista.

La nascita del processo evolutivo di sviluppo economico viene fatta coincidere con le ricostruzioni avviate a conclusione della seconda guerra mondiale. Nel 1949, durante il suo discorso inaugurale, il nuovo presidente degli Stati Uniti Harry Truman ha identificato lo sviluppo delle aree non sviluppate come una priorità per l'Occidente. Fino al 1960 lo Stato ha svolto un ruolo importante nel promuovere l'industrializzazione dei paesi in via di sviluppo, seguendo le teorie della modernizzazione. Questo periodo è stato seguito da un breve periodo di sviluppo dei bisogni fondamentali, concentrandosi sullo sviluppo del capitale umano e la redistribuzione della ricchezza nel 1970. Il neoliberismo è emerso nel 1980 portando in primo piano il libero scambio e la rimozione di politiche di protezione dei prodotti locali rispetto a quelli importati.